# 774
Évszázadok: 7. század – 8. század – 9. század
Évtizedek: 720-as évek – 730-as évek – 740-es évek – 750-es évek – 760-as évek – 770-es évek – 780-as évek – 790-es évek – 800-as évek – 810-es évek – 820-as évek
Évek: 769 – 770 – 771 – 772 –  773 – 774 – 775 – 776 – 777 – 778 – 779

## Események
- Az ebből az évből származó faanyagban hirtelen kiugróan megnő a 14C izotóp mennyisége, ami valószínűleg egy rendkívül erős napvihar eredménye.

### Európa
- Nagy Károly húsvétkor otthagyja Pavia ostromát és Rómába látogat, ahol I. Adorján pápának megerősíti az apja, Kis Pippin által tett ígéretet a pápai államról.
- Nagy Károly nyolc hónapos ostrom után júniusban elfoglalja Paviát, a Longobárd Királyság fővárosát. Desiderius longobárd király megadja magát és a pikárdiai Corbie apátságába száműzik. Nagy Károly magát kiáltja ki a királyság uralkodójává; a longobárd főurak többsége megtarthatja címeit és birtokait.
- Az eddig longobárd vazallus Beneventói Hercegség ura, II. Arechis kikiáltja függetlenségét.
- A szászok kihasználják a frankok itáliai lekötöttségét és feldúlják a határvidéket, elpusztítva Fritzlar apátságát.
- Meghal Aurelio, Asztúria királya. Utóda I. Alfonz király veje, Silo.
- Northumbriában megdöntik Alhred király uralmát, aki a piktekhez menekül. Utóda a trónon az előző király, Æthelwald Moll fia, I. Æthelred.
- A bolgárok 12 ezres sereggel betörnek a bizánci határvidékre, hogy kifosszák Berzitia városát. V. Kónsztantinosz bizánci császár kémei révén idejekorán tudomást szerez az akcióról és hatalmas, 80 ezres hadsereggel várja őket. A meglepetésszerű támadásban a bolgárok döntő vereséget szenvednek. Telerig bolgár kán üzenetet küld a császárnak, hogy a vereség miatt a klánvezérek meg akarják gyilkolni és Konstantinápolyba akar szökni; emiatt kéri hogy a császár küldje el kémei nevét, hogy meg tudja szervezni a szökést. Mivel korábban többször előfordult, hogy az elűzött bolgár kán a birodalomban keresett menedéket, Kónsztantinosz elküldi a kémek listáját, akiket azonban a kán lefogattat és kivégeztet.
- Elkészül az első salzburgi dóm.

## Születések
- Kúkai, japán buddhista szerzetes

## Halálozások
- Abd al-Rahmán al-Avzáí, szunni teológus, jogtudós
- Abu Mihnaf, arab történetíró
- Aurelio, asztúriai király
- Gummarus, frank szent

## Fordítás
- Ez a szócikk részben vagy egészben  a(z)   774 című angol Wikipédia-szócikk ezen változatának fordításán alapul.  Az eredeti cikk szerkesztőit annak laptörténete sorolja fel. Ez a jelzés csupán a megfogalmazás eredetét és a szerzői jogokat jelzi, nem szolgál a cikkben szereplő információk forrásmegjelöléseként.